# Élections départementales de 2021 dans la Somme
Les élections départementales dans la Somme ont lieu les 20 et 27 juin 2021.

## Contexte départemental

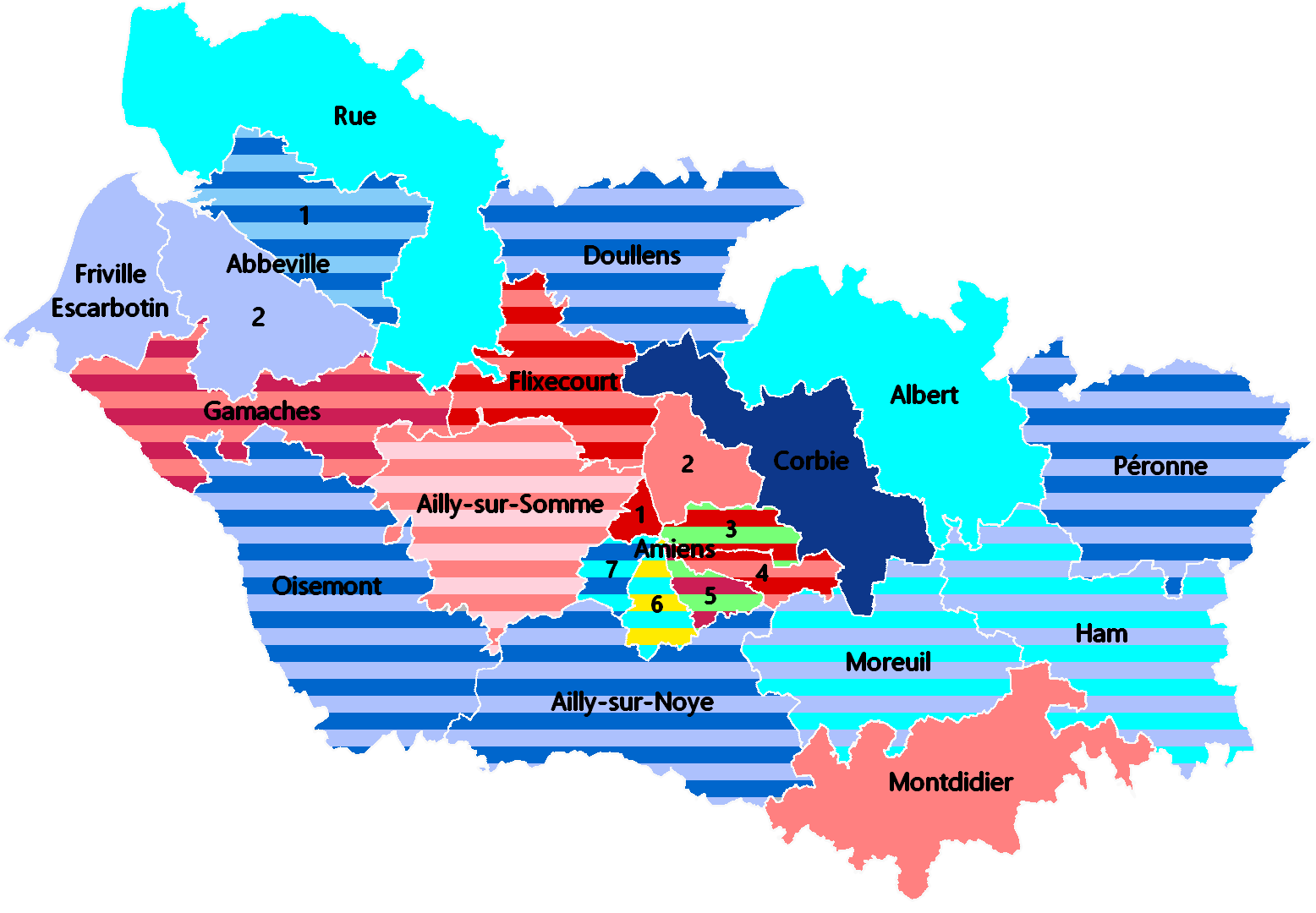
Conseil départemental avant les élections

Élu sénateur en septembre 2020, Laurent Somon (LR) laisse la présidence du conseil départemental qu'il occupait depuis 2015 à Stéphane Haussoulier (DVD) maire de Saint-Valery-sur-Somme et élu dans la canton d'Abbeville-2. Ce dernier a quitté Les Républicains en 2017 pour se rapprocher de La République en marche au moment des législatives. Non investi par le parti présidentiel, il ne se présente pas dans la 3e circonscription et reste depuis classé comme Divers droite.

Lors de sa prise de fonction le 2 novembre 2020, il émet le souhait de créer en vue des élections de 2021, un rassemblement entre LR, l'UDI, LREM et les nombreux élus non-inscrits (comme l'avait fait Brigitte Fouré, maire d' Amiens lors des élections municipales) afin de conserver la majorité de l'assemblée départementale qui ne tient qu'à deux cantons.
Après l'expérience unioniste des élections sénatoriales qui a permis l'élection du socialiste Rémi Cardon, la gauche (PS-PCF-EELV-G.s-LRDG) prépare aussi des candidatures communes dans chaque canton afin de reprendre le conseil départemental qu'elle a perdu en 2015.
Le député François Ruffin (Picardie debout, apparenté LFI) et ses proches ont exprimé leur intérêt pour une union de la gauche dès le premier tour.
Le 5 mai, la majorité départementale (UDI, LR, LC et DVD) menée par Stéphane Haussoulier, annonce présenter 21 binômes sur les 23 cantons sous le sigle Unis pour la Somme - Centre, droite et indépendants. Après de nombreuses négociations, un accord global avec La République en marche a été rejeté par les partis de droite. Même si quelques candidats LREM sont soutenus par la majorité départementale, plusieurs binômes Divers centre seront présents face à celle-ci.
Dans le même temps, un accord à gauche s'est formé dans la quasi-totalité du département entre EÉLV, le PS, le PCF, LRDG et PP sous le nom La Somme en commun. Ces binômes devront faire face à des candidatures de La France insoumise dans 5 cantons ainsi que du Pôle écologiste (G.s et GÉ) dans 2 cantons. François Ruffin et son mouvement Picardie debout, soutiennent dans quelques cantons les candidats de La Somme en commun.
Le Rassemblement national et son nouvel allié, l'Avenir français (gaullistes souverainistes), seront présents dans l'ensemble des cantons, avec notamment pour candidats Patricia Wybo et Alex Gaffez, élus dans le canton de Corbie en 2015.

### Assemblée départementale sortante
Avant les élections, le conseil départemental de la Somme est présidé par Stéphane Haussoulier (DVD). Il comprend 46 conseillers départementaux issus des 23 cantons de la Somme.
| Président du conseil départemental   |       |       |      |                        |
| Stéphane Haussoulier (DVD)           |       |       |      |                        |
| Parti                                | Sigle | Sigle | Élus | Groupe                 |
| Majorité (26 sièges)                 |       |       |      |                        |
| Divers droite                        |       | DVD   | 11   | Unis pour la Somme     |
| Union des démocrates et indépendants |       | UDI   | 7    | Unis pour la Somme     |
| Les Républicains                     |       | LR    | 5    | Unis pour la Somme     |
| Les Centristes                       |       | LC    | 1    | Unis pour la Somme     |
| Agir                                 |       | Agir  | 1    | Unis pour la Somme     |
| La République en marche              |       | LREM  | 1    | Unis pour la Somme     |
| Opposition (20 sièges)               |       |       |      |                        |
| Parti socialiste                     |       | PS    | 8    | Somme à Gauche         |
| Les Radicaux de gauche               |       | LRDG  | 1    | Somme à Gauche         |
| Parti communiste français            |       | PCF   | 4    | Communiste             |
| Génération écologie                  |       | GÉ    | 2    | Pôle écologiste        |
| Génération.s                         |       | G.s   | 2    | Pôle écologiste        |
| Rassemblement national               |       | RN    | 2    | Rassemblement national |
| Divers gauche                        |       | DVG   | 1    | Non-inscrit            |

## Système électoral
Les élections ont lieu au scrutin majoritaire binominal à deux tours. Le système est paritaire : les candidatures sont présentées sous la forme d'un binôme composé d'une femme et d'un homme avec leurs suppléants (une femme et un homme également).
Pour être élu au premier tour, un binôme doit obtenir la majorité absolue des suffrages exprimés et un nombre de suffrages au moins égal à 25 % des électeurs inscrits. Si aucun binôme n'est élu au premier tour, seuls peuvent se présenter au second tour les binômes qui ont obtenu un nombre de suffrages au moins égal à 12,5 % des électeurs inscrits, sans possibilité pour les binômes de fusionner. Est élu au second tour le binôme qui obtient le plus grand nombre de voix.

## Résultats à l'échelle du département

### Résultats par nuances
| Binômes                  | Binômes                               | Binômes                  | Premier tour | Premier tour | Premier tour | Second tour | Second tour | Second tour | Total | +/-           |  |
| Binômes                  | Binômes                               | Binômes                  | Voix         | %            | Sièges       | Voix        | %           | Sièges      | Total | +/-           |  |
| ------------------------ | ------------------------------------- | ------------------------ | ------------ | ------------ | ------------ | ----------- | ----------- | ----------- | ----- | ------------- |  |
|                          | Union au centre et à droite           | UCD                      | 50 886       | 36,12        | 0            | 62 704      | 48,42       | 28          | 28    | 2             |  |
|                          | Union de la gauche et des écologistes | UGÉ                      | 33 513       | 23,79        | 2            | 33 728      | 26,04       | 16          | 18    | Nv            |  |
|                          | Rassemblement national                | RN                       | 32 270       | 22,91        | 0            | 25 346      | 19,57       | 0           | 0     | 2             |  |
|                          | Divers gauche                         | DVG                      | 9 587        | 6,81         | 0            | 3 359       | 2,59        | 0           | 0     | en stagnation |  |
|                          | Extrême droite                        | EXD                      | 2 672        | 1,90         | 0            | 2 599       | 2,01        | 0           | 0     | Nv            |  |
|                          | Écologistes                           | ÉCO                      | 2 381        | 1,69         | 0            |             |             |             | 0     | Nv            |  |
|                          | Divers                                | DIV                      | 2 297        | 1,63         | 0            | 0           | 2           |             |       |               |  |
|                          | Divers centre                         | DVC                      | 2 229        | 1,58         | 0            | 0           | Nv          |             |       |               |  |
|                          | La France insoumise                   | LFI                      | 1 514        | 1,07         | 0            | 0           | 2           |             |       |               |  |
|                          | La République en marche               | REM                      | 972          | 0,69         | 0            | 1 763       | 1,36        | 0           | 0     | Nv            |  |
|                          | Divers droite                         | DVD                      | 859          | 0,61         | 0            |             |             |             | 0     | 4             |  |
|                          | Les Républicains                      | LR                       | 704          | 0,50         | 0            | 0           | 8           |             |       |               |  |
|                          | Union de la gauche                    | UG                       | 598          | 0,42         | 0            | 0           | 14          |             |       |               |  |
|                          | Extrême gauche                        | EXG                      | 379          | 0,27         | 0            | 0           | Nv          |             |       |               |  |
|                          |                                       |                          |              |              |              |             |             |             |       |               |  |
| Suffrages exprimés       | Suffrages exprimés                    | Suffrages exprimés       | 140 861      | 94,13        |              | 129 499     | 90,23       |             |       |               |  |
| Votes blancs             | Votes blancs                          | Votes blancs             | 5 710        | 3,82         | 9 447        | 6,58        |             |             |       |               |  |
| Votes nuls               | Votes nuls                            | Votes nuls               | 3 076        | 2,06         | 4 569        | 3,18        |             |             |       |               |  |
| Total                    | Total                                 | Total                    | 149 647      | 100          | 2            | 143 515     | 100         | 44          | 46    | en stagnation |  |
| Abstentions              | Abstentions                           | Abstentions              | 256 791      | 63,18        |              | 247 500     | 63,30       |             |       |               |  |
| Inscrits / participation | Inscrits / participation              | Inscrits / participation | 406 438      | 36,82        | 391 015      | 36,70       |             |             |       |               |  |

### Assemblée départementale élue
| Président du conseil départemental   |       |       |      |                                                     |
| Stéphane Haussoulier (DVD)           |       |       |      |                                                     |
| Parti                                | Sigle | Sigle | Élus | Groupes                                             |
| Majorité (28 sièges)                 |       |       |      |                                                     |
| Union des démocrates et indépendants |       | UDI   | 11   | Unis pour la Somme - Centre, droite et indépendants |
| Divers droite                        |       | DVD   | 10   | Unis pour la Somme - Centre, droite et indépendants |
| Les Républicains                     |       | LR    | 4    | Unis pour la Somme - Centre, droite et indépendants |
| Les Centristes                       |       | LC    | 1    | Unis pour la Somme - Centre, droite et indépendants |
| La République en marche              |       | LREM  | 1    | Unis pour la Somme - Centre, droite et indépendants |
| Opposition (18 sièges)               |       |       |      |                                                     |
| Parti socialiste                     |       | PS    | 7    | La Somme en commun                                  |
| Parti communiste français            |       | PCF   | 5    | La Somme en commun                                  |
| Divers gauche                        |       | DVG   | 4    | La Somme en commun                                  |
| Les Radicaux de gauche               |       | LRDG  | 1    | La Somme en commun                                  |
| Europe Écologie Les Verts            |       | EÉLV  | 1    | La Somme en commun                                  |
| Reconquête                           |       | REC   | 1    | Non-inscrit                                         |

### Élus par canton
Les résultats du scrutin sont marqués par le renforcement de la majorité sortante de droite : elle perd 2 cantons : Abbeville-1 et Péronne mais en gagne 3 : Amiens-5, Corbie et Gamaches. La gauche maintient sa présence dans 9 cantons et le RN perd ses seuls élus (Corbie) du département.
| Canton              | Conseiller Sortant         | Parti | Parti | Conseiller Élu             | Parti | Parti |
| ------------------- | -------------------------- | ----- | ----- | -------------------------- | ----- | ----- |
| Abbeville-1         | Carole Bizet               |       | LR    | Julie Vast                 |       | DVG   |
| Abbeville-1         | Stéphane Decayeux          |       | Agir  | Angelo Tonolli             |       | DVG   |
| Abbeville-2         | Stéphane Haussoulier       |       | DVD   | Stéphane Haussoulier       |       | DVD   |
| Abbeville-2         | Sabrina Holleville-Milhat  |       | DVD   | Sabrina Holleville-Milhat  |       | DVD   |
| Ailly-sur-Noye      | Pascal Bohin               |       | DVD   | Pascal Bohin               |       | DVD   |
| Ailly-sur-Noye      | Brigitte Lhomme            |       | DVD   | Brigitte Lhomme            |       | DVD   |
| Ailly-sur-Somme     | Catherine Bénédini-Polleux |       | PS    | Catherine Bénédini-Polleux |       | PS    |
| Ailly-sur-Somme     | Jean-Jacques Stoter        |       | LRDG  | Jean-Jacques Stoter        |       | LRDG  |
| Albert              | Franck Beauvarlet          |       | UDI   | Franck Beauvarlet          |       | UDI   |
| Albert              | Virginie Caron-Decroix     |       | UDI   | Virginie Caron-Decroix     |       | UDI   |
| Amiens-1            | Dolorès Esteban            |       | PCF   | Dolorès Esteban            |       | PCF   |
| Amiens-1            | Cédric Maisse              |       | DVG   | Laurent Beuvain            |       | PCF   |
| Amiens-2            | Zohra Darras               |       | PS    | Zohra Darras               |       | PS    |
| Amiens-2            | Francis Lec                |       | PS    | Frédéric Fauvet            |       | PS    |
| Amiens-3            | Marion Lepresle            |       | GÉ    | Esra Ercan                 |       | EÉLV  |
| Amiens-3            | Jean-Claude Renaux         |       | PCF   | Jean-Claude Renaux         |       | PCF   |
| Amiens-4            | Nathalie Marchand          |       | PCF   | Guillemette Quiquempois    |       | PCF   |
| Amiens-4            | Jean-Louis Piot            |       | PS    | Jean-Louis Piot            |       | PS    |
| Amiens-5            | Philippe Casier            |       | G.s   | Guillaume Duflos           |       | LR    |
| Amiens-5            | Blandine Denis             |       | GÉ    | France Fongueuse           |       | UDI   |
| Amiens-6            | Hubert de Jenlis           |       | LREM  | Hubert de Jenlis           |       | LREM  |
| Amiens-6            | France Fongueuse           |       | UDI   | Valérie Devaux             |       | UDI   |
| Amiens-7            | Margaux Delétré            |       | LR    | Margaux Delétré            |       | LR    |
| Amiens-7            | Olivier Jardé              |       | LC    | Olivier Jardé              |       | LC    |
| Corbie              | Alex Gaffez                |       | RN    | Jean-Michel Bouchy         |       | UDI   |
| Corbie              | Patricia Wybo              |       | RN    | Sabine Carton              |       | DVD   |
| Doullens            | Christelle Hiver           |       | DVD   | Christelle Hiver           |       | DVD   |
| Doullens            | Laurent Somon              |       | LR    | Laurent Somon              |       | LR    |
| Flixecourt          | René Lognon                |       | PCF   | René Lognon                |       | PCF   |
| Flixecourt          | Nathalie Temmermann        |       | PS    | Nathalie Temmermann        |       | PS    |
| Friville-Escarbotin | Maryline Ducrocq           |       | DVD   | Monique Évrard             |       | DVD   |
| Friville-Escarbotin | Emmanuel Noiret            |       | DVD   | Emmanuel Noiret            |       | DVD   |
| Gamaches            | Delphine Damis-Fricourt    |       | G.s   | Guislaine Sire             |       | DVD   |
| Gamaches            | Frédéric Delohen           |       | PS    | Arnaud Bihet               |       | UDI   |
| Ham                 | Didier Potel               |       | DVD   | Frédéric Demule            |       | SE    |
| Ham                 | Françoise Ragueneau        |       | UDI   | Françoise Ragueneau        |       | UDI   |
| Moreuil             | Françoise Maille-Barbare   |       | DVD   | Françoise Maille-Barbare   |       | DVD   |
| Moreuil             | José Sueur                 |       | UDI   | Bertrand Demouy            |       | REC   |
| Péronne             | Séverine Mordacq           |       | DVD   | Valérie Kumm               |       | PS    |
| Péronne             | Philippe Varlet            |       | LR    | Christophe Boulogne        |       | DVG   |
| Poix-de-Picardie    | Isabelle de Waziers        |       | LR    | Isabelle de Waziers        |       | LR    |
| Poix-de-Picardie    | Marc Dewaele               |       | DVD   | Jannick Lefeuvre           |       | UDI   |
| Roye                | Pascal Delnef              |       | PS    | Wilfried Larcher           |       | DVG   |
| Roye                | Catherine Quignon          |       | PS    | Josiane Hérouart           |       | PS    |
| Rue                 | Claude Hertault            |       | UDI   | Claude Hertault            |       | UDI   |
| Rue                 | Jocelyne Martin            |       | UDI   | Jocelyne Martin            |       | UDI   |

## Résultats par canton
Les binômes sont présentés par ordre décroissant des résultats au premier tour. En cas de victoire au second tour du binôme arrivé en deuxième place au premier, ses résultats sont indiqués en gras.

### Canton d'Abbeville-1
Conseillers sortants: Carole Bizet (LR) ; Stéphane Decayeux (Agir)
| Candidats                | Candidats                | Partis                   | Nuance                   | Premier tour | Premier tour | Second tour | Second tour |
| Candidats                | Candidats                | Partis                   | Nuance                   | Voix         | %            | Voix        | %           |
| ------------------------ | ------------------------ | ------------------------ | ------------------------ | ------------ | ------------ | ----------- | ----------- |
|                          | Angelo Tonolli           | DVG                      | UGÉ                      | 1 953        | 30,47        | 3 204       | 50,42       |
|                          | Julie Vast               | DVG                      | UGÉ                      | 1 953        | 30,47        | 3 204       | 50,42       |
|                          | Carole Bizet             | LR                       | UCD                      | 1 592        | 24,84        | 3 150       | 49,58       |
|                          | Stéphane Decayeux        | Agir                     | UCD                      | 1 592        | 24,84        | 3 150       | 49,58       |
|                          | Michel Gayet             | LR                       | UCD                      | 1 549        | 24,17        |             |             |
|                          | Lydie Noël               | UDI                      | UCD                      | 1 549        | 24,17        |             |             |
|                          | Pascale Briffard         | LAF                      | RN                       | 1 315        | 20,52        |             |             |
|                          | Stevie Chopin            | LAF                      | RN                       | 1 315        | 20,52        |             |             |
|                          |                          |                          |                          |              |              |             |             |
| Suffrages exprimés       | Suffrages exprimés       | Suffrages exprimés       | Suffrages exprimés       | 6 409        | 94,24        | 6 354       | 90,50       |
| Votes blancs             | Votes blancs             | Votes blancs             | Votes blancs             | 232          | 3,41         | 393         | 5,60        |
| Votes nuls               | Votes nuls               | Votes nuls               | Votes nuls               | 160          | 2,35         | 274         | 3,90        |
| Total                    | Total                    | Total                    | Total                    | 6 801        | 100          | 7 021       | 100         |
| Abstention               | Abstention               | Abstention               | Abstention               | 12 527       | 64,81        | 12 316      | 63,69       |
| Inscrits / participation | Inscrits / participation | Inscrits / participation | Inscrits / participation | 19 328       | 35,19        | 19 337      | 36,31       |

### Canton d'Abbeville-2
Conseillers sortants: Stéphane Haussoulier (DVD) ; Sabrina Holleville-Milhat (DVD)
| Candidats                | Candidats                 | Partis                   | Nuance                   | Nuance                   | Premier tour | Premier tour | Second tour | Second tour |
| Candidats                | Candidats                 | Partis                   | Nuance                   | Nuance                   | Voix         | %            | Voix        | %           |
| ------------------------ | ------------------------- | ------------------------ | ------------------------ | ------------------------ | ------------ | ------------ | ----------- | ----------- |
|                          | Stéphane Haussoulier      | DVD                      | UCD                      | UCD                      | 3 320        | 49,19        | 4 322       | 69,99       |
|                          | Sabrina Holleville-Milhat | DVD                      | UCD                      | UCD                      | 3 320        | 49,19        | 4 322       | 69,99       |
|                          | Chantal Lemaire           | RN                       | RN                       | RN                       | 1 775        | 26,30        | 1 853       | 30,01       |
|                          | Nicolas Lottin            | LAF                      | RN                       | RN                       | 1 775        | 26,30        | 1 853       | 30,01       |
|                          | Aurélien Coupel           | DVG                      | UGÉ                      | UGÉ                      | 1 654        | 24,51        |             |             |
|                          | Mélanie Rocroy            | DVG                      | UGÉ                      | UGÉ                      | 1 654        | 24,51        |             |             |
|                          |                           |                          |                          |                          |              |              |             |             |
| Suffrages exprimés       | Suffrages exprimés        | Suffrages exprimés       | Suffrages exprimés       | Suffrages exprimés       | 6 749        | 93,30        | 6 175       | 86,94       |
| Votes blancs             | Votes blancs              | Votes blancs             | Votes blancs             | Votes blancs             | 271          | 3,75         | 570         | 8,02        |
| Votes nuls               | Votes nuls                | Votes nuls               | Votes nuls               | Votes nuls               | 214          | 2,96         | 358         | 5,04        |
| Total                    | Total                     | Total                    | Total                    | Total                    | 7 234        | 100          | 7 103       | 100         |
| Abstention               | Abstention                | Abstention               | Abstention               | Abstention               | 12 032       | 37,55        | 12 165      | 63,14       |
| Inscrits / participation | Inscrits / participation  | Inscrits / participation | Inscrits / participation | Inscrits / participation | 19 266       | 37,55        | 19 268      | 36,86       |

### Canton d'Ailly-sur-Noye
Conseillers sortants: Pascal Bohin (DVD) ; Brigitte Lhomme (DVD)
| Candidats                | Candidats                | Partis                   | Nuance                   | Nuance                   | Premier tour | Premier tour | Second tour | Second tour |
| Candidats                | Candidats                | Partis                   | Nuance                   | Nuance                   | Voix         | %            | Voix        | %           |
| ------------------------ | ------------------------ | ------------------------ | ------------------------ | ------------------------ | ------------ | ------------ | ----------- | ----------- |
|                          | Pascal Bohin             | DVD                      | UCD                      | UCD                      | 2 809        | 43,71        | 4 365       | 72,70       |
|                          | Brigitte Lhomme          | DVD                      | UCD                      | UCD                      | 2 809        | 43,71        | 4 365       | 72,70       |
|                          | Loïc Dubois              | RN                       | RN                       | RN                       | 1 408        | 21,91        | 1 639       | 27,30       |
|                          | Léa Fournier             | RN                       | RN                       | RN                       | 1 408        | 21,91        | 1 639       | 27,30       |
|                          | Céline Alexandre         | DVC                      | DVC                      | DVC                      | 1 294        | 20,14        |             |             |
|                          | Nicolas Blin             | LREM                     | DVC                      | DVC                      | 1 294        | 20,14        |             |             |
|                          | Denis Blervaque          | EÉLV                     | UGÉ                      | UGÉ                      | 915          | 14,24        |             |             |
|                          | Corinne Boucheré         | EÉLV                     | UGÉ                      | UGÉ                      | 915          | 14,24        |             |             |
|                          |                          |                          |                          |                          |              |              |             |             |
| Suffrages exprimés       | Suffrages exprimés       | Suffrages exprimés       | Suffrages exprimés       | Suffrages exprimés       | 6 426        | 93,59        | 6 004       | 89,91       |
| Votes blancs             | Votes blancs             | Votes blancs             | Votes blancs             | Votes blancs             | 340          | 4,95         | 489         | 7,32        |
| Votes nuls               | Votes nuls               | Votes nuls               | Votes nuls               | Votes nuls               | 100          | 1,46         | 185         | 2,77        |
| Total                    | Total                    | Total                    | Total                    | Total                    | 6 866        | 100          | 6 678       | 100         |
| Abstention               | Abstention               | Abstention               | Abstention               | Abstention               | 9 539        | 58,15        | 9 730       | 59,30       |
| Inscrits / participation | Inscrits / participation | Inscrits / participation | Inscrits / participation | Inscrits / participation | 16 405       | 41,85        | 16 408      | 40,70       |

### Canton d'Ailly-sur-Somme
Conseillers sortants: Catherine Benedini (PS) ; Jean-Jacques Stoter (LRDG)
| Candidats                | Candidats                  | Partis                   | Nuance                   | Nuance                   | Premier tour | Premier tour | Second tour | Second tour |
| Candidats                | Candidats                  | Partis                   | Nuance                   | Nuance                   | Voix         | %            | Voix        | %           |
| ------------------------ | -------------------------- | ------------------------ | ------------------------ | ------------------------ | ------------ | ------------ | ----------- | ----------- |
|                          | Catherine Benedini-Polleux | PS                       | UGÉ                      | UGÉ                      | 4 110        | 57,43        | 5 213       | 74,95       |
|                          | Jean-Jacques Stoter        | LRDG                     | UGÉ                      | UGÉ                      | 4 110        | 57,43        | 5 213       | 74,95       |
|                          | Thomas Dubois              | RN                       | RN                       | RN                       | 1 600        | 22,36        | 1 742       | 25,05       |
|                          | Zelmire Prévost            | RN                       | RN                       | RN                       | 1 600        | 22,36        | 1 742       | 25,05       |
|                          | Laurence Nougein           | DVD                      | UCD                      | UCD                      | 1 447        | 20,22        |             |             |
|                          | François Rouillard         | DVD                      | UCD                      | UCD                      | 1 447        | 20,22        |             |             |
|                          |                            |                          |                          |                          |              |              |             |             |
| Suffrages exprimés       | Suffrages exprimés         | Suffrages exprimés       | Suffrages exprimés       | Suffrages exprimés       | 7 157        | 37,83        | 6 955       | 93,66       |
| Votes blancs             | Votes blancs               | Votes blancs             | Votes blancs             | Votes blancs             | 276          | 3,65         | 321         | 4,32        |
| Votes nuls               | Votes nuls                 | Votes nuls               | Votes nuls               | Votes nuls               | 132          | 1,74         | 150         | 2,02        |
| Total                    | Total                      | Total                    | Total                    | Total                    | 7 565        | 100          | 7 426       | 100         |
| Abstention               | Abstention                 | Abstention               | Abstention               | Abstention               | 11 354       | 60,01        | 11 495      | 60,75       |
| Inscrits / participation | Inscrits / participation   | Inscrits / participation | Inscrits / participation | Inscrits / participation | 18 919       | 39,99        | 18 921      | 39,25       |

### Canton d'Albert
Conseillers sortants: Franck Beauvarlet (UDI) ; Virginie Caron-Decroix (UDI)
| Candidats                | Candidats                | Partis                   | Nuance                   | Nuance                   | Premier tour | Premier tour | Second tour | Second tour |
| Candidats                | Candidats                | Partis                   | Nuance                   | Nuance                   | Voix         | %            | Voix        | %           |
| ------------------------ | ------------------------ | ------------------------ | ------------------------ | ------------------------ | ------------ | ------------ | ----------- | ----------- |
|                          | Franck Beauvarlet        | UDI                      | UCD                      | UCD                      | 3 632        | 41,29        | 4 858       | 59,12       |
|                          | Virginie Caron-Decroix   | UDI                      | UCD                      | UCD                      | 3 632        | 41,29        | 4 858       | 59,12       |
|                          | Stéphane Brunel          | DVG                      | DVG                      | DVG                      | 2 164        | 24,60        | 3 359       | 40,88       |
|                          | Perrine Fusi             | SE                       | DVG                      | DVG                      | 2 164        | 24,60        | 3 359       | 40,88       |
|                          | Eddy Duboille            | RN                       | RN                       | RN                       | 1 883        | 21,41        |             |             |
|                          | Anaïs Rousseau           | RN                       | RN                       | RN                       | 1 883        | 21,41        |             |             |
|                          | Éric Coulon              | DVD                      | DIV                      | DIV                      | 1 117        | 12,70        |             |             |
|                          | Geneviève Lebailly       | DVG                      | DIV                      | DIV                      | 1 117        | 12,70        |             |             |
|                          |                          |                          |                          |                          |              |              |             |             |
| Suffrages exprimés       | Suffrages exprimés       | Suffrages exprimés       | Suffrages exprimés       | Suffrages exprimés       | 8 796        | 94,55        | 8 217       | 91,85       |
| Votes blancs             | Votes blancs             | Votes blancs             | Votes blancs             | Votes blancs             | 320          | 3,44         | 508         | 5,68        |
| Votes nuls               | Votes nuls               | Votes nuls               | Votes nuls               | Votes nuls               | 187          | 2,01         | 221         | 2,47        |
| Total                    | Total                    | Total                    | Total                    | Total                    | 9 303        | 100          | 8 946       | 100         |
| Abstention               | Abstention               | Abstention               | Abstention               | Abstention               | 12 399       | 57,13        | 12 760      | 58,79       |
| Inscrits / participation | Inscrits / participation | Inscrits / participation | Inscrits / participation | Inscrits / participation | 21 702       | 42,87        | 21 706      | 41,21       |

### Canton d'Amiens-1
Conseillers sortants:  Dolorès Esteban (PCF) ; Cédric Maisse DVG)
| Candidats                | Candidats                | Partis                   | Nuance                   | Nuance                   | Premier tour | Premier tour | Second tour | Second tour |
| Candidats                | Candidats                | Partis                   | Nuance                   | Nuance                   | Voix         | %            | Voix        | %           |
| ------------------------ | ------------------------ | ------------------------ | ------------------------ | ------------------------ | ------------ | ------------ | ----------- | ----------- |
|                          | Marie-Claire Bouvet      | RN                       | RN                       | RN                       | 636          | 23,16        | 954         | 35,14       |
|                          | Yves Dupille             | RN                       | RN                       | RN                       | 636          | 23,16        | 954         | 35,14       |
|                          | Laurent Beuvain          | PCF                      | UGÉ                      | UGÉ                      | 581          | 21,16        | 1 761       | 64,86       |
|                          | Dolorès Esteban          | PCF                      | UGÉ                      | UGÉ                      | 581          | 21,16        | 1 761       | 64,86       |
|                          | Chantal Modeste          | LR                       | UCD                      | UCD                      | 520          | 18,94        |             |             |
|                          | Clément Stengel          | UDI                      | UCD                      | UCD                      | 520          | 18,94        |             |             |
|                          | Renaud Deschamps         | DVC                      | DVC                      | DVC                      | 475          | 17,30        |             |             |
|                          | Nathalie Vagniez         | DVC                      | DVC                      | DVC                      | 475          | 17,30        |             |             |
|                          | Fabien Haleine           | LFI                      | FI                       | FI                       | 275          | 10,01        |             |             |
|                          | Sophie Pierre            | LFI                      | FI                       | FI                       | 275          | 10,01        |             |             |
|                          | Laura Bocquet            | EXG                      | EXG                      | EXG                      | 259          | 9,43         |             |             |
|                          | Cédric Maisse            | DVG                      | EXG                      | EXG                      | 259          | 9,43         |             |             |
|                          |                          |                          |                          |                          |              |              |             |             |
| Suffrages exprimés       | Suffrages exprimés       | Suffrages exprimés       | Suffrages exprimés       | Suffrages exprimés       | 2 746        | 95,21        | 2 702       | 89,63       |
| Votes blancs             | Votes blancs             | Votes blancs             | Votes blancs             | Votes blancs             | 85           | 2,95         | 221         | 7,30        |
| Votes nuls               | Votes nuls               | Votes nuls               | Votes nuls               | Votes nuls               | 53           | 1,84         | 93          | 3,07        |
| Total                    | Total                    | Total                    | Total                    | Total                    | 2 884        | 100          | 3 029       | 100         |
| Abstention               | Abstention               | Abstention               | Abstention               | Abstention               | 10 545       | 78,52        | 10 403      | 77,45       |
| Inscrits / participation | Inscrits / participation | Inscrits / participation | Inscrits / participation | Inscrits / participation | 13 429       | 21,48        | 13 432      | 22,55       |

### Canton d'Amiens-2
Conseillers sortants: Zohra Darras (PS) ; Francis Lec (PS)
| Candidats                | Candidats                 | Partis                   | Nuance                   | Nuance                   | Premier tour | Premier tour | Second tour | Second tour |
| Candidats                | Candidats                 | Partis                   | Nuance                   | Nuance                   | Voix         | %            | Voix        | %           |
| ------------------------ | ------------------------- | ------------------------ | ------------------------ | ------------------------ | ------------ | ------------ | ----------- | ----------- |
|                          | Zohra Darras              | PS                       | UGÉ                      | UGÉ                      | 1 161        | 29,58        | 2 073       | 54,58       |
|                          | Frédéric Fauvet           | PS                       | UGÉ                      | UGÉ                      | 1 161        | 29,58        | 2 073       | 54,58       |
|                          | Anne Deflesselle          | DVD                      | UCD                      | UCD                      | 961          | 24,48        | 1 725       | 45,42       |
|                          | Azouz Hamdane             | UDI                      | UCD                      | UCD                      | 961          | 24,48        | 1 725       | 45,42       |
|                          | Philippe Corne            | RN                       | RN                       | RN                       | 868          | 22,11        |             |             |
|                          | Noémie Devisse            | RN                       | RN                       | RN                       | 868          | 22,11        |             |             |
|                          | Caroline Fearon           | DVC                      | DVC                      | DVC                      | 460          | 11,72        |             |             |
|                          | Vladimir Mendes-Borges    | Modem                    | DVC                      | DVC                      | 460          | 11,72        |             |             |
|                          | Charlotte Autin           | LFI                      | FI                       | FI                       | 221          | 5,63         |             |             |
|                          | Saïd Boudil               | LFI                      | FI                       | FI                       | 221          | 5,63         |             |             |
|                          | Nebila Abdallah-Mahdjoubi | SE                       | DIV                      | DIV                      | 134          | 3,41         |             |             |
|                          | Adnane Abdellatif         | SE                       | DIV                      | DIV                      | 134          | 3,41         |             |             |
|                          | Damien Chasle             | POID                     | EXG                      | EXG                      | 120          | 3,06         |             |             |
|                          | Dominique Reitzman        | POID                     | EXG                      | EXG                      | 120          | 3,06         |             |             |
|                          |                           |                          |                          |                          |              |              |             |             |
| Suffrages exprimés       | Suffrages exprimés        | Suffrages exprimés       | Suffrages exprimés       | Suffrages exprimés       | 3 925        | 94,01        | 3 798       | 88,80       |
| Votes blancs             | Votes blancs              | Votes blancs             | Votes blancs             | Votes blancs             | 183          | 4,38         | 338         | 7,90        |
| Votes nuls               | Votes nuls                | Votes nuls               | Votes nuls               | Votes nuls               | 67           | 1,60         | 141         | 3,30        |
| Total                    | Total                     | Total                    | Total                    | Total                    | 4 175        | 100          | 4 277       | 100         |
| Abstention               | Abstention                | Abstention               | Abstention               | Abstention               | 10 312       | 71,18        | 10 209      | 70,47       |
| Inscrits / participation | Inscrits / participation  | Inscrits / participation | Inscrits / participation | Inscrits / participation | 14 487       | 28,82        | 14 486      | 29,53       |

### Canton d'Amiens-3
Conseillers sortants: Marion Lespresle (GE) ; Jean-Claude Renaux (PCF)
| Candidats                | Candidats                | Partis                   | Nuance                   | Nuance                   | Premier tour | Premier tour | Second tour | Second tour |
| Candidats                | Candidats                | Partis                   | Nuance                   | Nuance                   | Voix         | %            | Voix        | %           |
| ------------------------ | ------------------------ | ------------------------ | ------------------------ | ------------------------ | ------------ | ------------ | ----------- | ----------- |
|                          | Esra Ercan               | EÉLV                     | UGÉ                      | UGÉ                      | 2 514        | 50,88        | 3 749       | 75,80       |
|                          | Jean-Claude Renaux       | PCF                      | UGÉ                      | UGÉ                      | 2 514        | 50,88        | 3 749       | 75,80       |
|                          | Christiane Blondel Obert | RN                       | RN                       | RN                       | 982          | 19,87        | 1 197       | 24,20       |
|                          | Alex Gaffez              | RN                       | RN                       | RN                       | 982          | 19,87        | 1 197       | 24,20       |
|                          | Dominique Beylier        | LREM                     | UCD                      | UCD                      | 741          | 15,00        |             |             |
|                          | Thomas Dorez             | LREM                     | UCD                      | UCD                      | 741          | 15,00        |             |             |
|                          | Esthel Allais            | LR                       | LR                       | LR                       | 704          | 14,25        |             |             |
|                          | Christian Leroy          | LR                       | LR                       | LR                       | 704          | 14,25        |             |             |
|                          |                          |                          |                          |                          |              |              |             |             |
| Suffrages exprimés       | Suffrages exprimés       | Suffrages exprimés       | Suffrages exprimés       | Suffrages exprimés       | 4 941        | 94,78        | 4 946       | 92,36       |
| Votes blancs             | Votes blancs             | Votes blancs             | Votes blancs             | Votes blancs             | 184          | 3,53         | 284         | 5,30        |
| Votes nuls               | Votes nuls               | Votes nuls               | Votes nuls               | Votes nuls               | 88           | 1,69         | 125         | 2,33        |
| Total                    | Total                    | Total                    | Total                    | Total                    | 5 213        | 100          | 5 355       | 100         |
| Abstention               | Abstention               | Abstention               | Abstention               | Abstention               | 10 839       | 67,52        | 10 701      | 66,65       |
| Inscrits / participation | Inscrits / participation | Inscrits / participation | Inscrits / participation | Inscrits / participation | 16 052       | 32,48        | 16 056      | 33,35       |

### Canton d'Amiens-4
Conseillers sortants: Nathalie Marchand (PCF) ; Jean-Louis Piot (PS)
- Le 17 décembre 2021, le tribunal administratif d'Amiens annule l'élection après le recours du duo arrivé deuxième, en raison de « différences significatives » dans les signatures de plusieurs électeurs entre le premier et le second tour[22].
- Le 17 mai 2022, le Conseil d’État confirme l'annulation du tribunal administratif d'Amiens[23],[24].

| Candidats                | Candidats                | Partis                   | Nuance                   | Nuance                   | Premier tour | Premier tour | Second tour | Second tour |
| Candidats                | Candidats                | Partis                   | Nuance                   | Nuance                   | Voix         | %            | Voix        | %           |
| ------------------------ | ------------------------ | ------------------------ | ------------------------ | ------------------------ | ------------ | ------------ | ----------- | ----------- |
|                          | Éric Guéant              | LC                       | UCD                      | UCD                      | 1 692        | 32,56        | 2 563       | 49,98       |
|                          | Isabelle Savariego       | Modem                    | UCD                      | UCD                      | 1 692        | 32,56        | 2 563       | 49,98       |
|                          | Jean-Louis Piot          | PS                       | UGÉ                      | UGÉ                      | 1 570        | 30,22        | 2 565       | 50,02       |
|                          | Guillemette Quiquempois  | PCF                      | UGÉ                      | UGÉ                      | 1 570        | 30,22        | 2 565       | 50,02       |
|                          | Céline Duquenne          | RN                       | RN                       | RN                       | 1 107        | 21,30        |             |             |
|                          | Sébastien Galland-Rins   | RN                       | RN                       | RN                       | 1 107        | 21,30        |             |             |
|                          | Christine Lefeuvre       | LFI                      | FI                       | FI                       | 524          | 10,08        |             |             |
|                          | Bernard Sinoquet         | LFI                      | FI                       | FI                       | 524          | 10,08        |             |             |
|                          | Patrice Boucher          | SE                       | DIV                      | DIV                      | 303          | 5,83         |             |             |
|                          | Yvelise Maréchal         | SE                       | DIV                      | DIV                      | 303          | 5,83         |             |             |
|                          |                          |                          |                          |                          |              |              |             |             |
| Suffrages exprimés       | Suffrages exprimés       | Suffrages exprimés       | Suffrages exprimés       | Suffrages exprimés       | 5 196        | 93,86        | 5 128       | 89,81       |
| Votes blancs             | Votes blancs             | Votes blancs             | Votes blancs             | Votes blancs             | 242          | 4,37         | 411         | 7,20        |
| Votes nuls               | Votes nuls               | Votes nuls               | Votes nuls               | Votes nuls               | 98           | 1,77         | 171         | 2,99        |
| Total                    | Total                    | Total                    | Total                    | Total                    | 5 536        | 100          | 5 710       | 100         |
| Abstention               | Abstention               | Abstention               | Abstention               | Abstention               | 11 469       | 67,44        | 11 301      | 66,43       |
| Inscrits / participation | Inscrits / participation | Inscrits / participation | Inscrits / participation | Inscrits / participation | 17 005       | 32,56        | 17 011      | 33,57       |

#### Élection partielle de septembre 2022
De nouvelles élections auront lieu les 18 et 25 septembre 2022,

### Canton d'Amiens-5
Conseillers sortants: Philippe Casier (G.s) ; Blandine Denis (GÉ)
| Candidats                | Candidats                | Partis                   | Nuance                   | Nuance                   | Premier tour | Premier tour | Second tour | Second tour |
| Candidats                | Candidats                | Partis                   | Nuance                   | Nuance                   | Voix         | %            | Voix        | %           |
| ------------------------ | ------------------------ | ------------------------ | ------------------------ | ------------------------ | ------------ | ------------ | ----------- | ----------- |
|                          | Guillaume Duflot         | LR                       | UCD                      | UCD                      | 1 313        | 26,17        | 2 366       | 57,30       |
|                          | France Fongueuse         | UDI                      | UCD                      | UCD                      | 1 313        | 26,17        | 2 366       | 57,30       |
|                          | Olivier Mira             | EC                       | REM                      | REM                      | 972          | 19,37        | 1 763       | 42,70       |
|                          | Anne-Marie Poulain       | LREM                     | REM                      | REM                      | 972          | 19,37        | 1 763       | 42,70       |
|                          | Stéphanie Brumter        | EÉLV                     | UGÉ                      | UGÉ                      | 930          | 18,54        |             |             |
|                          | Didier Cardon            | PP                       | UGÉ                      | UGÉ                      | 930          | 18,54        |             |             |
|                          | Philippe Casier          | G.s                      | ÉCO                      | ÉCO                      | 874          | 17,42        |             |             |
|                          | Blandine Denis           | GÉ                       | ÉCO                      | ÉCO                      | 874          | 17,42        |             |             |
|                          | Delphine Debuiche        | RN                       | RN                       | RN                       | 801          | 15,97        |             |             |
|                          | Philémon Emery           | RN                       | RN                       | RN                       | 801          | 15,97        |             |             |
|                          | Nathalie de Magalhaes    | SE                       | DVG                      | DVG                      | 127          | 2,53         |             |             |
|                          | Frédéric Formentel       | SE                       | DVG                      | DVG                      | 127          | 2,53         |             |             |
|                          |                          |                          |                          |                          |              |              |             |             |
| Suffrages exprimés       | Suffrages exprimés       | Suffrages exprimés       | Suffrages exprimés       | Suffrages exprimés       | 5 017        | 95,93        | 4 129       | 78,54       |
| Votes blancs             | Votes blancs             | Votes blancs             | Votes blancs             | Votes blancs             | 132          | 2,52         | 863         | 16,42       |
| Votes nuls               | Votes nuls               | Votes nuls               | Votes nuls               | Votes nuls               | 81           | 1,55         | 265         | 5,04        |
| Total                    | Total                    | Total                    | Total                    | Total                    | 5 230        | 100          | 5 257       | 100         |
| Abstention               | Abstention               | Abstention               | Abstention               | Abstention               | 10 675       | 67,12        | 10 650      | 66,95       |
| Inscrits / participation | Inscrits / participation | Inscrits / participation | Inscrits / participation | Inscrits / participation | 15 905       | 32,88        | 15 907      | 33,05       |

### Canton d'Amiens-6
Conseillers sortants: Hubert de Jenlis (LREM) ; France Fongueuse (UDI)
| Candidats                | Candidats                | Partis                   | Nuance                   | Nuance                   | Premier tour | Premier tour | Second tour | Second tour |
| Candidats                | Candidats                | Partis                   | Nuance                   | Nuance                   | Voix         | %            | Voix        | %           |
| ------------------------ | ------------------------ | ------------------------ | ------------------------ | ------------------------ | ------------ | ------------ | ----------- | ----------- |
|                          | Hubert de Jenlis         | LREM                     | UCD                      | UCD                      | 2 577        | 43,04        | 3 615       | 63,14       |
|                          | Valérie Devaux           | UDI                      | UCD                      | UCD                      | 2 577        | 43,04        | 3 615       | 63,14       |
|                          | Logan Brague             | EÉLV                     | UGÉ                      | UGÉ                      | 1 760        | 29,39        | 2 110       | 36,86       |
|                          | Hélène Trifunovic        | EÉLV                     | UGÉ                      | UGÉ                      | 1 760        | 29,39        | 2 110       | 36,86       |
|                          | Jérémie Coudeville       | LR                       | DVD                      | DVD                      | 859          | 14,35        |             |             |
|                          | Delhpine Jonckheere      | DVD                      | DVD                      | DVD                      | 859          | 14,35        |             |             |
|                          | Lysiane Auger            | RN                       | RN                       | RN                       | 792          | 13,23        |             |             |
|                          | Amar Metmati             | LR                       | RN                       | RN                       | 792          | 13,23        |             |             |
|                          |                          |                          |                          |                          |              |              |             |             |
| Suffrages exprimés       | Suffrages exprimés       | Suffrages exprimés       | Suffrages exprimés       | Suffrages exprimés       | 5 988        | 96,07        | 5 725       | 92,37       |
| Votes blancs             | Votes blancs             | Votes blancs             | Votes blancs             | Votes blancs             | 166          | 2,66         | 314         | 5,07        |
| Votes nuls               | Votes nuls               | Votes nuls               | Votes nuls               | Votes nuls               | 79           | 1,27         | 159         | 2,57        |
| Total                    | Total                    | Total                    | Total                    | Total                    | 6 233        | 100          | 6 198       | 100         |
| Abstention               | Abstention               | Abstention               | Abstention               | Abstention               | 10 272       | 62,24        | 10 308      | 62,45       |
| Inscrits / participation | Inscrits / participation | Inscrits / participation | Inscrits / participation | Inscrits / participation | 16 505       | 37,76        | 16 506      | 37,55       |

### Canton d'Amiens-7
Conseillers sortants: Margaux Delétré (LR) ; Olivier Jardé (LC)
| Candidats                | Candidats                | Partis                   | Nuance                   | Nuance                   | Premier tour | Premier tour | Second tour | Second tour |
| Candidats                | Candidats                | Partis                   | Nuance                   | Nuance                   | Voix         | %            | Voix        | %           |
| ------------------------ | ------------------------ | ------------------------ | ------------------------ | ------------------------ | ------------ | ------------ | ----------- | ----------- |
|                          | Margaux Delétré          | LR                       | UCD                      | UCD                      | 2 250        | 44,68        | 2 965       | 61,22       |
|                          | Olivier Jardé            | LC                       | UCD                      | UCD                      | 2 250        | 44,68        | 2 965       | 61,22       |
|                          | Dominique Gamain         | EÉLV                     | UGÉ                      | UGÉ                      | 1 011        | 20,08        | 1 878       | 38,78       |
|                          | Laure Vincent            | DVG                      | UGÉ                      | UGÉ                      | 1 011        | 20,08        | 1 878       | 38,78       |
|                          | Piotr Faligowski         | RN                       | RN                       | RN                       | 935          | 18,57        |             |             |
|                          | Suzanne Lemoine          | RN                       | RN                       | RN                       | 935          | 18,57        |             |             |
|                          | Lucien Fontaine          | G.s                      | ÉCO                      | ÉCO                      | 840          | 16,68        |             |             |
|                          | Marion Lepresle          | GÉ                       | ÉCO                      | ÉCO                      | 840          | 16,68        |             |             |
|                          |                          |                          |                          |                          |              |              |             |             |
| Suffrages exprimés       | Suffrages exprimés       | Suffrages exprimés       | Suffrages exprimés       | Suffrages exprimés       | 5 036        | 96,70        | 4 843       | 93,12       |
| Votes blancs             | Votes blancs             | Votes blancs             | Votes blancs             | Votes blancs             | 114          | 2,19         | 229         | 4,40        |
| Votes nuls               | Votes nuls               | Votes nuls               | Votes nuls               | Votes nuls               | 58           | 1,11         | 129         | 2,48        |
| Total                    | Total                    | Total                    | Total                    | Total                    | 5 208        | 100          | 5 201       | 100         |
| Abstention               | Abstention               | Abstention               | Abstention               | Abstention               | 10 797       | 67,46        | 10 813      | 67,52       |
| Inscrits / participation | Inscrits / participation | Inscrits / participation | Inscrits / participation | Inscrits / participation | 16 005       | 32,54        | 16 014      | 32,48       |

### Canton de Corbie
Conseillers sortants: Alex Gaffez (RN) ; Patricia Wybo (RN)
| Candidats                | Candidats                | Partis                   | Nuance                   | Nuance                   | Premier tour | Premier tour | Second tour | Second tour |
| Candidats                | Candidats                | Partis                   | Nuance                   | Nuance                   | Voix         | %            | Voix        | %           |
| ------------------------ | ------------------------ | ------------------------ | ------------------------ | ------------------------ | ------------ | ------------ | ----------- | ----------- |
|                          | Jean-Michel Bouchy       | UDI                      | UCD                      | UCD                      | 2 532        | 39,46        | 3 793       | 61,45       |
|                          | Sabine Carton            | DVD                      | UCD                      | UCD                      | 2 532        | 39,46        | 3 793       | 61,45       |
|                          | Christian de Blangie     | RN                       | RN                       | RN                       | 2 217        | 34,55        | 2 379       | 38,55       |
|                          | Patricia Wybo            | RN                       | RN                       | RN                       | 2 217        | 34,55        | 2 379       | 38,55       |
|                          | Élodie Héren             | EÉLV                     | UGÉ                      | UGÉ                      | 1 417        | 22,09        |             |             |
|                          | Stanislas Rousmans       | EÉLV                     | UGÉ                      | UGÉ                      | 1 417        | 22,09        |             |             |
|                          | Mylène Boulanger         | LP                       | EXD                      | EXD                      | 250          | 3,90         |             |             |
|                          | Vincent Diruit           | LP                       | EXD                      | EXD                      | 250          | 3,90         |             |             |
|                          |                          |                          |                          |                          |              |              |             |             |
| Suffrages exprimés       | Suffrages exprimés       | Suffrages exprimés       | Suffrages exprimés       | Suffrages exprimés       | 6 416        | 93,57        | 6 172       | 91,19       |
| Votes blancs             | Votes blancs             | Votes blancs             | Votes blancs             | Votes blancs             | 303          | 4,42         | 435         | 6,43        |
| Votes nuls               | Votes nuls               | Votes nuls               | Votes nuls               | Votes nuls               | 138          | 2,01         | 161         | 2,38        |
| Total                    | Total                    | Total                    | Total                    | Total                    | 6 857        | 100          | 6 768       | 100         |
| Abstention               | Abstention               | Abstention               | Abstention               | Abstention               | 11 660       | 62,97        | 11 755      | 63,46       |
| Inscrits / participation | Inscrits / participation | Inscrits / participation | Inscrits / participation | Inscrits / participation | 18 517       | 37,03        | 18 523      | 36,54       |

### Canton de Doullens
Conseillers sortants: Christelle Hiver (DVD) ; Laurent Somon (LR)
| Candidats                | Candidats                | Partis                   | Nuance                   | Nuance                   | Premier tour | Premier tour | Second tour | Second tour |
| Candidats                | Candidats                | Partis                   | Nuance                   | Nuance                   | Voix         | %            | Voix        | %           |
| ------------------------ | ------------------------ | ------------------------ | ------------------------ | ------------------------ | ------------ | ------------ | ----------- | ----------- |
|                          | Christelle Hiver         | DVD                      | UCD                      | UCD                      | 3 275        | 58,49        | 3 916       | 73,03       |
|                          | Laurent Somon            | LR                       | UCD                      | UCD                      | 3 275        | 58,49        | 3 916       | 73,03       |
|                          | Sylvie Corroyer          | RN                       | RN                       | RN                       | 1 262        | 22,54        | 1 446       | 26,97       |
|                          | Pierre Courcol           | RN                       | RN                       | RN                       | 1 262        | 22,54        | 1 446       | 26,97       |
|                          | Éric Cagnache            | LFI                      | UG                       | UG                       | 598          | 10,68        |             |             |
|                          | Sonia Ricquebourg        | LFI                      | UG                       | UG                       | 598          | 10,68        |             |             |
|                          | Thierry Tabart           | SE                       | DVG                      | DVG                      | 464          | 8,29         |             |             |
|                          | Hélène Yahiaoui          | SE                       | DVG                      | DVG                      | 464          | 8,29         |             |             |
|                          |                          |                          |                          |                          |              |              |             |             |
| Suffrages exprimés       | Suffrages exprimés       | Suffrages exprimés       | Suffrages exprimés       | Suffrages exprimés       | 5 599        | 94,72        | 5 362       | 92,34       |
| Votes blancs             | Votes blancs             | Votes blancs             | Votes blancs             | Votes blancs             | 178          | 3,01         | 249         | 4,29        |
| Votes nuls               | Votes nuls               | Votes nuls               | Votes nuls               | Votes nuls               | 134          | 2,27         | 196         | 3,38        |
| Total                    | Total                    | Total                    | Total                    | Total                    | 5 911        | 100          | 5 807       | 100         |
| Abstention               | Abstention               | Abstention               | Abstention               | Abstention               | 9 637        | 61,98        | 9 744       | 62,66       |
| Inscrits / participation | Inscrits / participation | Inscrits / participation | Inscrits / participation | Inscrits / participation | 15 548       | 38,02        | 15 551      | 37,34       |

### Canton de Flixecourt
Conseillers sortants: René Lognon (PCF) ; Nathalie Temmermann (PS)
| Candidats                | Candidats                | Partis                   | Nuance                   | Nuance                   | Premier tour | Premier tour |
| Candidats                | Candidats                | Partis                   | Nuance                   | Nuance                   | Voix         | %            |
| ------------------------ | ------------------------ | ------------------------ | ------------------------ | ------------------------ | ------------ | ------------ |
|                          | René Lognon              | PCF                      | UGÉ                      | UGÉ                      | 3 905        | 72,96        |
|                          | Nathalie Temmermann      | PS                       | UGÉ                      | UGÉ                      | 3 905        | 72,96        |
|                          | Stéphane Audegond        | RN                       | RN                       | RN                       | 1 447        | 27,04        |
|                          | Huguette Leclerc         | RN                       | RN                       | RN                       | 1 447        | 27,04        |
|                          |                          |                          |                          |                          |              |              |
| Suffrages exprimés       | Suffrages exprimés       | Suffrages exprimés       | Suffrages exprimés       | Suffrages exprimés       | 5 352        | 93,94        |
| Votes blancs             | Votes blancs             | Votes blancs             | Votes blancs             | Votes blancs             | 198          | 3,48         |
| Votes nuls               | Votes nuls               | Votes nuls               | Votes nuls               | Votes nuls               | 147          | 2,58         |
| Total                    | Total                    | Total                    | Total                    | Total                    | 5 697        | 100          |
| Abstention               | Abstention               | Abstention               | Abstention               | Abstention               | 9 751        | 63,12        |
| Inscrits / participation | Inscrits / participation | Inscrits / participation | Inscrits / participation | Inscrits / participation | 15 448       | 36,88        |

### Canton de Friville-Escarbotin
Conseillers sortants: Maryline Ducrocq (DVC) ; Emmanuel Noiret (DVD)
| Candidats                | Candidats                | Partis                   | Nuance                   | Nuance                   | Premier tour | Premier tour | Second tour | Second tour |
| Candidats                | Candidats                | Partis                   | Nuance                   | Nuance                   | Voix         | %            | Voix        | %           |
| ------------------------ | ------------------------ | ------------------------ | ------------------------ | ------------------------ | ------------ | ------------ | ----------- | ----------- |
|                          | Monique Évrard           | DVD                      | UCD                      | UCD                      | 2 208        | 28,23        | 3 793       | 50,23       |
|                          | Emmanuel Noiret          | DVD                      | UCD                      | UCD                      | 2 208        | 28,23        | 3 793       | 50,23       |
|                          | Florence Le Moigne       | DVG                      | UGÉ                      | UGÉ                      | 2 126        | 27,18        | 3 759       | 49,77       |
|                          | Arnaud Petit             | PCF                      | UGÉ                      | UGÉ                      | 2 126        | 27,18        | 3 759       | 49,77       |
|                          | Lydia Hazard             | DVC                      | DVG                      | DVG                      | 1 960        | 25,06        |             |             |
|                          | Jean-Paul Lecomte        | DVC                      | DVG                      | DVG                      | 1 960        | 25,06        |             |             |
|                          | Christian Piant          | RN                       | RN                       | RN                       | 1 527        | 19,52        |             |             |
|                          | Christelle Polleux       | RN                       | RN                       | RN                       | 1 527        | 19,52        |             |             |
|                          |                          |                          |                          |                          |              |              |             |             |
| Suffrages exprimés       | Suffrages exprimés       | Suffrages exprimés       | Suffrages exprimés       | Suffrages exprimés       | 7 821        | 93,80        | 7 552       | 89,68       |
| Votes blancs             | Votes blancs             | Votes blancs             | Votes blancs             | Votes blancs             | 313          | 3,75         | 544         | 6,46        |
| Votes nuls               | Votes nuls               | Votes nuls               | Votes nuls               | Votes nuls               | 204          | 2,45         | 325         | 3,86        |
| Total                    | Total                    | Total                    | Total                    | Total                    | 8 338        | 100          | 8 421       | 100         |
| Abstention               | Abstention               | Abstention               | Abstention               | Abstention               | 13 204       | 61,29        | 13 111      | 60,89       |
| Inscrits / participation | Inscrits / participation | Inscrits / participation | Inscrits / participation | Inscrits / participation | 21 542       | 38,71        | 21 532      | 39,11       |

### Canton de Gamaches
Conseillers sortants: Delphine Damis-Fricourt (G.s) ; Frédéric Delohen (PS)
| Candidats                | Candidats                  | Partis                   | Nuance                   | Nuance                   | Premier tour | Premier tour | Second tour | Second tour |
| Candidats                | Candidats                  | Partis                   | Nuance                   | Nuance                   | Voix         | %            | Voix        | %           |
| ------------------------ | -------------------------- | ------------------------ | ------------------------ | ------------------------ | ------------ | ------------ | ----------- | ----------- |
|                          | Michaël Desplains          | RN                       | RN                       | RN                       | 1 718        | 28,34        | 2 160       | 36,48       |
|                          | Marie-Ange Masson          | RN                       | RN                       | RN                       | 1 718        | 28,34        | 2 160       | 36,48       |
|                          | Arnaud Bihet               | UDI                      | UCD                      | UCD                      | 1 693        | 27,93        | 3 761       | 63,52       |
|                          | Guislaine Sire             | DVD                      | UCD                      | UCD                      | 1 693        | 27,93        | 3 761       | 63,52       |
|                          | Gwenaëlle Briet            | DVG                      | UGÉ                      | UGÉ                      | 1 272        | 20,98        |             |             |
|                          | Frédéric Delohen           | PS                       | UGÉ                      | UGÉ                      | 1 272        | 20,98        |             |             |
|                          | Laure Boclet               | DVG                      | DVG                      | DVG                      | 885          | 14,60        |             |             |
|                          | David Mongin               | PACE                     | DVG                      | DVG                      | 885          | 14,60        |             |             |
|                          | Isabelle Brusadelli-Dorion | LFI                      | FI                       | FI                       | 494          | 8,15         |             |             |
|                          | Vincent Picard             | LFI                      | FI                       | FI                       | 494          | 8,15         |             |             |
|                          |                            |                          |                          |                          |              |              |             |             |
| Suffrages exprimés       | Suffrages exprimés         | Suffrages exprimés       | Suffrages exprimés       | Suffrages exprimés       | 6 062        | 89,86        | 5 921       | 87,14       |
| Votes blancs             | Votes blancs               | Votes blancs             | Votes blancs             | Votes blancs             | 434          | 6,43         | 536         | 7,89        |
| Votes nuls               | Votes nuls                 | Votes nuls               | Votes nuls               | Votes nuls               | 250          | 3,71         | 338         | 4,97        |
| Total                    | Total                      | Total                    | Total                    | Total                    | 6 746        | 100          | 6 795       | 100         |
| Abstention               | Abstention                 | Abstention               | Abstention               | Abstention               | 11 102       | 62,20        | 11 007      | 61,83       |
| Inscrits / participation | Inscrits / participation   | Inscrits / participation | Inscrits / participation | Inscrits / participation | 17 848       | 37,80        | 17 802      | 38,17       |

### Canton de Ham
Conseillers sortants: Didier Potel (DVC) ; Françoise Ragueneau (UDI)
| Candidats                | Candidats                | Partis                   | Nuance                   | Nuance                   | Premier tour | Premier tour | Second tour | Second tour |
| Candidats                | Candidats                | Partis                   | Nuance                   | Nuance                   | Voix         | %            | Voix        | %           |
| ------------------------ | ------------------------ | ------------------------ | ------------------------ | ------------------------ | ------------ | ------------ | ----------- | ----------- |
|                          | Frédéric Demule          | SE                       | UCD                      | UCD                      | 3 914        | 50,33        | 4 982       | 65,93       |
|                          | Françoise Ragueneau      | UDI                      | UCD                      | UCD                      | 3 914        | 50,33        | 4 982       | 65,93       |
|                          | Nathalie Lemaire         | RN                       | RN                       | RN                       | 2 304        | 29,63        | 2 574       | 34,07       |
|                          | Édouard Maurin           | RN                       | RN                       | RN                       | 2 304        | 29,63        | 2 574       | 34,07       |
|                          | Justine Polin            | DVG                      | UGÉ                      | UGÉ                      | 1 559        | 20,05        |             |             |
|                          | Florian Slozarczyk       | DVG                      | UGÉ                      | UGÉ                      | 1 559        | 20,05        |             |             |
|                          |                          |                          |                          |                          |              |              |             |             |
| Suffrages exprimés       | Suffrages exprimés       | Suffrages exprimés       | Suffrages exprimés       | Suffrages exprimés       | 7 777        | 95,13        | 7 556       | 93,58       |
| Votes blancs             | Votes blancs             | Votes blancs             | Votes blancs             | Votes blancs             | 266          | 3,25         | 360         | 4,46        |
| Votes nuls               | Votes nuls               | Votes nuls               | Votes nuls               | Votes nuls               | 132          | 1,61         | 158         | 1,96        |
| Total                    | Total                    | Total                    | Total                    | Total                    | 8 175        | 100          | 8 074       | 100         |
| Abstention               | Abstention               | Abstention               | Abstention               | Abstention               | 13 340       | 62,00        | 13 449      | 62,49       |
| Inscrits / participation | Inscrits / participation | Inscrits / participation | Inscrits / participation | Inscrits / participation | 21 515       | 38,00        | 21 523      | 37,51       |

### Canton de Moreuil
Conseillers sortants: Françoise Maille-Barbare (DVD) ; José Sueur (UDI)
| Candidats                | Candidats                | Partis                   | Nuance                   | Nuance                   | Premier tour | Premier tour | Second tour | Second tour |
| Candidats                | Candidats                | Partis                   | Nuance                   | Nuance                   | Voix         | %            | Voix        | %           |
| ------------------------ | ------------------------ | ------------------------ | ------------------------ | ------------------------ | ------------ | ------------ | ----------- | ----------- |
|                          | Bertrand Demouy          | UDI                      | UCD                      | UCD                      | 2 320        | 42,27        | 3 232       | 63,57       |
|                          | Françoise Maille-Barbare | DVD                      | UCD                      | UCD                      | 2 320        | 42,27        | 3 232       | 63,57       |
|                          | Laëtitia Barbier         | RN                       | RN                       | RN                       | 1 675        | 30,52        | 1 852       | 36,43       |
|                          | Thibault Cottel          | RN                       | RN                       | RN                       | 1 675        | 30,52        | 1 852       | 36,43       |
|                          | Brice Chantrelle         | SE                       | DVG                      | DVG                      | 1 493        | 27,20        |             |             |
|                          | Georgette Sciascia       | SE                       | DVG                      | DVG                      | 1 493        | 27,20        |             |             |
|                          |                          |                          |                          |                          |              |              |             |             |
| Suffrages exprimés       | Suffrages exprimés       | Suffrages exprimés       | Suffrages exprimés       | Suffrages exprimés       | 5 488        | 92,22        | 5 084       | 90,29       |
| Votes blancs             | Votes blancs             | Votes blancs             | Votes blancs             | Votes blancs             | 307          | 5,16         | 359         | 6,38        |
| Votes nuls               | Votes nuls               | Votes nuls               | Votes nuls               | Votes nuls               | 156          | 2,62         | 188         | 3,34        |
| Total                    | Total                    | Total                    | Total                    | Total                    | 5 951        | 100          | 5 631       | 100         |
| Abstention               | Abstention               | Abstention               | Abstention               | Abstention               | 9 884        | 62,42        | 10 204      | 64,44       |
| Inscrits / participation | Inscrits / participation | Inscrits / participation | Inscrits / participation | Inscrits / participation | 15 835       | 37,58        | 15 835      | 35,56       |

### Canton de Péronne
Conseillers sortants: Séverine Mordacq (DVD) ; Philippe Varlet (LR)
| Candidats                | Candidats                | Partis                   | Nuance                   | Nuance                   | Premier tour | Premier tour | Second tour | Second tour |
| Candidats                | Candidats                | Partis                   | Nuance                   | Nuance                   | Voix         | %            | Voix        | %           |
| ------------------------ | ------------------------ | ------------------------ | ------------------------ | ------------------------ | ------------ | ------------ | ----------- | ----------- |
|                          | Yaël Menache             | RN                       | RN                       | RN                       | 2 446        | 31,55        | 3 293       | 44,94       |
|                          | Damien Rieu              | RN                       | RN                       | RN                       | 2 446        | 31,55        | 3 293       | 44,94       |
|                          | Christophe Boulogne      | DVG                      | UGÉ                      | UGÉ                      | 1 760        | 22,70        | 4 035       | 55,06       |
|                          | Valérie Kumm             | PS                       | UGÉ                      | UGÉ                      | 1 760        | 22,70        | 4 035       | 55,06       |
|                          | Séverine Mordacq         | DVD                      | UCD                      | UCD                      | 1 600        | 20,64        |             |             |
|                          | Philippe Varlet          | LR                       | UCD                      | UCD                      | 1 600        | 20,64        |             |             |
|                          | Annick Estienne          | DVC                      | DVG                      | DVG                      | 1 204        | 15,53        |             |             |
|                          | Vincent Morgant          | DVC                      | DVG                      | DVG                      | 1 204        | 15,53        |             |             |
|                          | Céline Leclere           | SE                       | DIV                      | DIV                      | 743          | 9,58         |             |             |
|                          | Michael Davenne          | LC                       | DIV                      | DIV                      | 743          | 9,58         |             |             |
|                          |                          |                          |                          |                          |              |              |             |             |
| Suffrages exprimés       | Suffrages exprimés       | Suffrages exprimés       | Suffrages exprimés       | Suffrages exprimés       | 7 753        | 95,76        | 7 328       | 89,25       |
| Votes blancs             | Votes blancs             | Votes blancs             | Votes blancs             | Votes blancs             | 212          | 2,62         | 628         | 7,65        |
| Votes nuls               | Votes nuls               | Votes nuls               | Votes nuls               | Votes nuls               | 131          | 1,62         | 255         | 3,11        |
| Total                    | Total                    | Total                    | Total                    | Total                    | 8 096        | 100          | 8 211       | 100         |
| Abstention               | Abstention               | Abstention               | Abstention               | Abstention               | 12 766       | 61,19        | 12 655      | 60,65       |
| Inscrits / participation | Inscrits / participation | Inscrits / participation | Inscrits / participation | Inscrits / participation | 20 862       | 38,81        | 20 866      | 39,35       |

### Canton de Poix-de-Picardie
Conseillers sortants: Isabelle de Waziers (LR) ; Marc Dewaele (DVD)
| Candidats                | Candidats                | Partis                   | Nuance                   | Nuance                   | Premier tour | Premier tour | Second tour | Second tour |
| Candidats                | Candidats                | Partis                   | Nuance                   | Nuance                   | Voix         | %            | Voix        | %           |
| ------------------------ | ------------------------ | ------------------------ | ------------------------ | ------------------------ | ------------ | ------------ | ----------- | ----------- |
|                          | Isabelle de Waziers      | LR                       | UCD                      | UCD                      | 3 359        | 51,69        | 4 290       | 70,33       |
|                          | Jannick Lefeuvre         | UDI                      | UCD                      | UCD                      | 3 359        | 51,69        | 4 290       | 70,33       |
|                          | Christian Cornet         | RN                       | RN                       | RN                       | 1 619        | 24,92        | 1 810       | 29,67       |
|                          | Sabine Maillard          | RN                       | RN                       | RN                       | 1 619        | 24,92        | 1 810       | 29,67       |
|                          | Pascal Aubrée            | PCF                      | DVG                      | DVG                      | 853          | 13,13        |             |             |
|                          | Ghislaine Lefebvre       | DVG                      | DVG                      | DVG                      | 853          | 13,13        |             |             |
|                          | Jean-Marie Desachy       | RES                      | ÉCO                      | ÉCO                      | 667          | 10,26        |             |             |
|                          | Anne Soudet              | DVD                      | ÉCO                      | ÉCO                      | 667          | 10,26        |             |             |
|                          |                          |                          |                          |                          |              |              |             |             |
| Suffrages exprimés       | Suffrages exprimés       | Suffrages exprimés       | Suffrages exprimés       | Suffrages exprimés       | 6 498        | 94,04        | 6 100       | 91,37       |
| Votes blancs             | Votes blancs             | Votes blancs             | Votes blancs             | Votes blancs             | 287          | 4,15         | 391         | 5,86        |
| Votes nuls               | Votes nuls               | Votes nuls               | Votes nuls               | Votes nuls               | 125          | 1,81         | 185         | 2,77        |
| Total                    | Total                    | Total                    | Total                    | Total                    | 6 910        | 100          | 6 676       | 100         |
| Abstention               | Abstention               | Abstention               | Abstention               | Abstention               | 9 176        | 57,04        | 9 418       | 58,52       |
| Inscrits / participation | Inscrits / participation | Inscrits / participation | Inscrits / participation | Inscrits / participation | 16 086       | 42,96        | 16 094      | 41,48       |

### Canton de Roye
Conseillers sortants: Pascal Delnef (PS) ; Catherine Quignon (PS)
| Candidats                | Candidats                 | Partis                   | Nuance                   | Nuance                   | Premier tour | Premier tour | Second tour | Second tour |
| Candidats                | Candidats                 | Partis                   | Nuance                   | Nuance                   | Voix         | %            | Voix        | %           |
| ------------------------ | ------------------------- | ------------------------ | ------------------------ | ------------------------ | ------------ | ------------ | ----------- | ----------- |
|                          | Aurélie Dupont            | RN                       | RN                       | RN                       | 1 953        | 32,65        | 2 447       | 41,99       |
|                          | Jean-Philippe Tanguy      | LAF                      | RN                       | RN                       | 1 953        | 32,65        | 2 447       | 41,99       |
|                          | Josiane Hérouart          | PS                       | UGÉ                      | UGÉ                      | 1 949        | 32,58        | 3 381       | 58,01       |
|                          | Wilfried Larcher          | DVG                      | UGÉ                      | UGÉ                      | 1 949        | 32,58        | 3 381       | 58,01       |
|                          | Isabelle Buffet           | DVD                      | UCD                      | UCD                      | 1 643        | 27,47        |             |             |
|                          | Tony Lheureux             | DVD                      | UCD                      | UCD                      | 1 643        | 27,47        |             |             |
|                          | Emmanuelle Alarcon-Garcia | DVG                      | DVG                      | DVG                      | 437          | 7,31         |             |             |
|                          | Ludovic Bocquet           | DVG                      | DVG                      | DVG                      | 437          | 7,31         |             |             |
|                          |                           |                          |                          |                          |              |              |             |             |
| Suffrages exprimés       | Suffrages exprimés        | Suffrages exprimés       | Suffrages exprimés       | Suffrages exprimés       | 5 982        | 92,90        | 5 828       | 89,43       |
| Votes blancs             | Votes blancs              | Votes blancs             | Votes blancs             | Votes blancs             | 313          | 4,86         | 492         | 7,55        |
| Votes nuls               | Votes nuls                | Votes nuls               | Votes nuls               | Votes nuls               | 144          | 2,24         | 197         | 3,02        |
| Total                    | Total                     | Total                    | Total                    | Total                    | 6 439        | 100          | 6 517       | 100         |
| Abstention               | Abstention                | Abstention               | Abstention               | Abstention               | 11 723       | 64,55        | 11 654      | 64,14       |
| Inscrits / participation | Inscrits / participation  | Inscrits / participation | Inscrits / participation | Inscrits / participation | 18 162       | 35,45        | 18 171      | 35,86       |

### Canton de Rue
Conseillers sortants: Claude Hertault (UDI) ; Jocelyne Martin (UDI)
| Candidats                | Candidats                | Partis                   | Nuance                   | Nuance                   | Premier tour | Premier tour | Second tour | Second tour |
| Candidats                | Candidats                | Partis                   | Nuance                   | Nuance                   | Voix         | %            | Voix        | %           |
| ------------------------ | ------------------------ | ------------------------ | ------------------------ | ------------------------ | ------------ | ------------ | ----------- | ----------- |
|                          | Claude Hertault          | UDI                      | UCD                      | UCD                      | 3 939        | 50,98        | 5 008       | 65,83       |
|                          | Jocelyne Martin          | UDI                      | UCD                      | UCD                      | 3 939        | 50,98        | 5 008       | 65,83       |
|                          | Philippe Monnier         | RN                       | EXD                      | EXD                      | 2 422        | 31,34        | 2 599       | 34,17       |
|                          | Nathalie Ribeiro-Billet  | RN                       | EXD                      | EXD                      | 2 422        | 31,34        | 2 599       | 34,17       |
|                          | Pascal Bourlo            | DVG                      | UGÉ                      | UGÉ                      | 1 366        | 17,68        |             |             |
|                          | Sophie Ducastel          | DVG                      | UGÉ                      | UGÉ                      | 1 366        | 17,68        |             |             |
|                          |                          |                          |                          |                          |              |              |             |             |
| Suffrages exprimés       | Suffrages exprimés       | Suffrages exprimés       | Suffrages exprimés       | Suffrages exprimés       | 7 727        | 93,33        | 7 607       | 90,41       |
| Votes blancs             | Votes blancs             | Votes blancs             | Votes blancs             | Votes blancs             | 354          | 4,28         | 512         | 6,09        |
| Votes nuls               | Votes nuls               | Votes nuls               | Votes nuls               | Votes nuls               | 198          | 2,39         | 295         | 3,51        |
| Total                    | Total                    | Total                    | Total                    | Total                    | 8 279        | 100          | 8 414       | 100         |
| Abstention               | Abstention               | Abstention               | Abstention               | Abstention               | 11 788       | 58,74        | 11 652      | 58,07       |
| Inscrits / participation | Inscrits / participation | Inscrits / participation | Inscrits / participation | Inscrits / participation | 20 067       | 41,26        | 20 066      | 41,93       |

## Conseil départemental élu

### Assemblée départementale élue
| Parti                                | Sigle | Sigle | Élus | Groupe                        |
| ------------------------------------ | ----- | ----- | ---- | ----------------------------- |
| Majorité (28 sièges)                 |       |       |      |                               |
| Union des démocrates et indépendants |       | UDI   | 12   | Unis pour la Somme            |
| Divers droite                        |       | DVD   | 10   | Unis pour la Somme            |
| Les Républicains                     |       | LR    | 4    | Unis pour la Somme            |
| Les Centristes                       |       | LC    | 1    | Unis pour la Somme            |
| La République en marche              |       | LREM  | 1    | Unis pour la Somme            |
| Opposition (18 sièges)               |       |       |      |                               |
| Parti socialiste                     |       | PS    | 7    | La Somme en commun            |
| Divers gauche                        |       | DVG   | 2    | La Somme en commun            |
| Les Radicaux de gauche               |       | LRDG  | 1    | La Somme en commun            |
| Parti communiste français            |       | PCF   | 5    | Gauche démocrate républicaine |
| Divers gauche                        |       | DVG   | 2    | Avenir solidaire et durable   |
| Europe Écologie Les Verts            |       | EÉLV  | 1    | Avenir solidaire et durable   |
| Président du conseil départemental   |       |       |      |                               |
| Stéphane Haussoulier (DVD)           |       |       |      |                               |

### Élection du président du conseil départemental
Sous la présidence du doyen d'âge, René Lognon (PCF) assisté du benjamin Angelo Tonolli (DVG), un seul tour de scrutin suffit à la réélection de Stéphane Haussoulier (DVD) qui n'a pas obtenu la totalité des voix de droite (un blanc et un nul). Zohra Darras (PS) obtient les 18 voix de gauche.
| Candidats                | Candidats                | Partis                   | Premier tour | Premier tour |
| Candidats                | Candidats                | Partis                   | Voix         | %            |
| ------------------------ | ------------------------ | ------------------------ | ------------ | ------------ |
|                          | Stéphane Haussoulier     | DVD                      | 26           | 59,09        |
|                          | Zohra Darras             | PS                       | 18           | 40,91        |
|                          |                          |                          |              |              |
| Suffrages exprimés       | Suffrages exprimés       | Suffrages exprimés       | 44           | 95,66        |
| Votes blancs             | Votes blancs             | Votes blancs             | 1            | 2,17         |
| Votes nuls               | Votes nuls               | Votes nuls               | 1            | 2,17         |
| Total                    | Total                    | Total                    | 46           | 100          |
| Abstention               | Abstention               | Abstention               | 0            | 0,00         |
| Inscrits / participation | Inscrits / participation | Inscrits / participation | 46           | 100          |